# Valkeala (district)
Le district de Valkeala  (finnois : Valkealan suuralue) est un district de la municipalité de Kouvola. 
D'une superficie de 1 020 km2, il couvre entièrement le territoire de l'ancienne municipalité de Valkeala.

## Quartiers du district
- Valkealan kirkonkylä (41)
- Niinistö (42)
- Kangasranta (43)
- Kiehuva (44)
- Jokela (45)
- Utti (46)
- Selänpää (47)
- Aitomäki (48)
- Vuohijärvi (49)
- Oravala (50)

## Zones statistiques
- Niinistö (41)
- Valkealan kirkonkylä (42)
- Jokela (43)
- Kiehuva (44)
- Aitomäki (45)
- Utti (46)
- Selänpää (47)
- Tuohikotti (48)
- Vekaranjärvi (49)